# 8ns Premis AVN
La cerimònia dels 8ns Premis AVN, organitzada per Adult Video News (AVN) va tenir lloc el 12 de gener de 1991, al Tropicana Hotel & Casino a Paradise (Nevada). Durant la cerimònia, es van lliurar els premis AVN en 60 categories en honor a pel·lícules pornogràfiques estrenadas l'any anterior als Estats Units. La cerimònia es va gravar en vídeo per a la posterior emissió de pagament per visió. L'actor Tom Byron va ser amfitrió amb set copresentadors durant tot el programa.
House of Dreams wva guanyar set premis, la majoria de qualsevol llargmetratge, inclosa la millor pel·lícula. Altres guanyadors van ser Beauty and the Beast, Part 2 amb cinc premis, mentre que la pel·lícula gai More Of A Man va portar quatre. Tres pel·lícules van rebre tres premis: The Last X-Rated Movie, The Masseuse i Pretty Peaches 3, mentre que Buttman's Ultimate Workout i The Rise en van guanyar dos cadascuna.

## Guanyadors i nominats
Els guanyadors es van anunciar durant la cerimònia de lliurament de premis el 12 de gener de 1991. A més d'haver estat nominada a la millor pel·lícula, House of Dreams també va guanyar la millor pel·lícula per a Andrew Blake i el premi a la millor escena de sexe en una pel·lícula.

### Premis principals

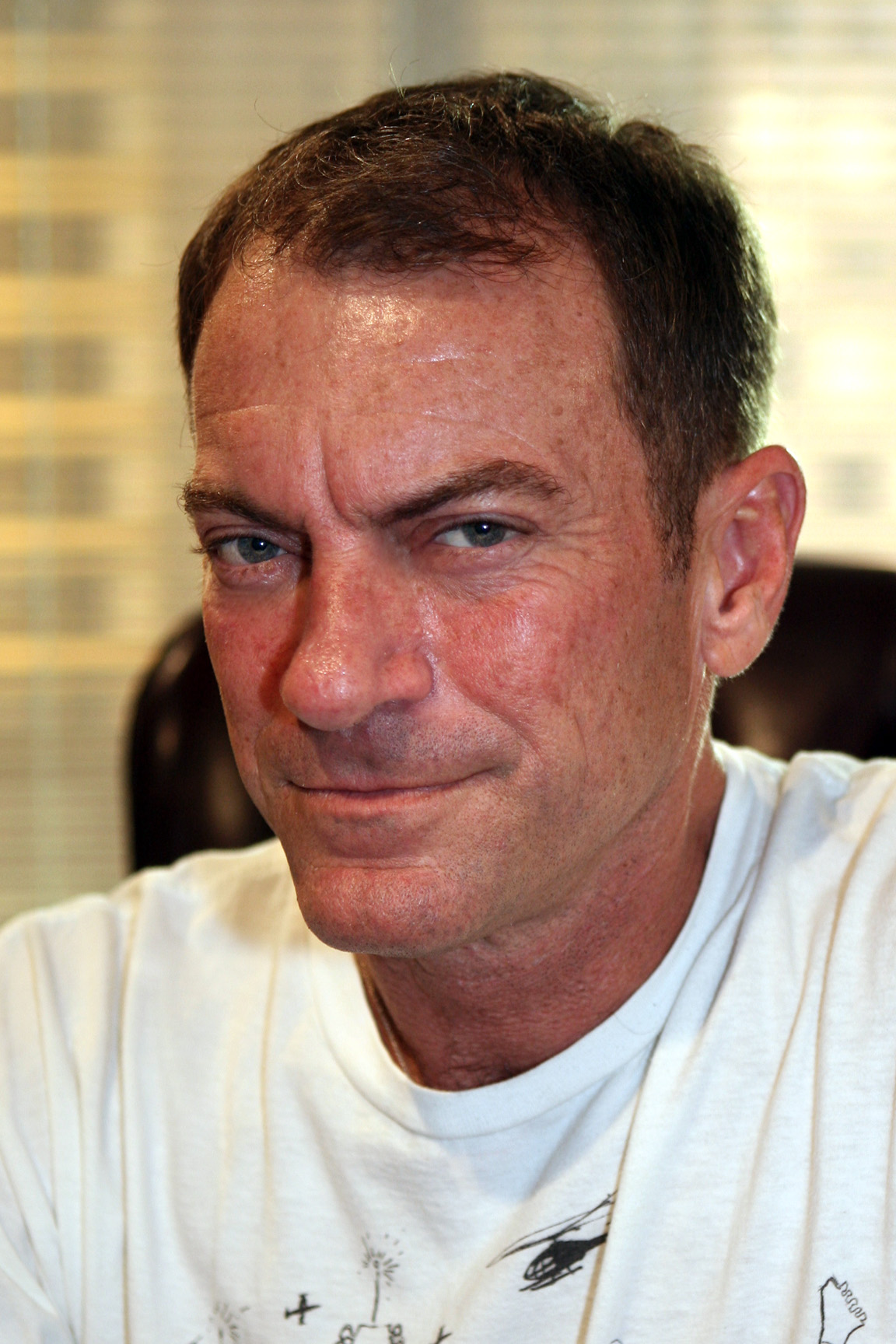
Randy Spears, Millor Actor—Guanyador de la pel·lícula

Els guanyadors s'enumeren en primer lloc, es destaquen en negreta i s'indiquen amb una doble daga ().
| Millor llargmetratge | Millor vídeo |
| --- | --- |
| - House of Dreams - The Masseuse - A Night at the Waxworks - Night Trips II - A Portrait of Christy - Pretty Peaches 3 - Radioactive - The Swap | - Beauty and the Beast, Part 2 - All That Sex - Fantasy Nights - Forbidden Games - The Last X-Rated Movie - Never Enough - The New Barbarians I & II - Out For Blood - Shadow Dancers I & II - Steal Breeze - Strange Curves - A Touch of Gold |
| Millor Actor—Pel·lícula | Millor Actriu—Pel·lícula |
| - Randy Spears, The Masseuse - Jerry Butler, The Swap - Rick Savage, A Portrait of Christy - Wayne Summers, Radioactive - Randy West, Torrid Without a Cause 2 | - Hyapatia Lee, The Masseuse - Tracey Adams, Pretty Peaches 3 - Christy Canyon, A Portrait of Christy - Jennifer Stewart, The Swap - Tori Welles, Torrid Without A Cause 2 |
| Millor nova estrella | Millor actriu—Vídeo |
| - Jennifer Stewart - Raquel Darrian - Sabrina Dawn - Ashlyn Gere - Madison - Sunny McKay - Danielle Rogers - Zara Whites | - Lauren Brice, Married Women - Tracey Adams, Beauty and the Beast, Part 2 - Jeanna Fine, Steal Breeze - Lauren Hall, The Tease - Angel Kelly, Little Miss Dangerous - Lynn LeMay, Midnight Fire - Victoria Paris, The New Barbarians - Tori Welles, Out For Blood |
| Millor actor secundari—Pel·lícula | Millor acrriu secundària—Pel·lícula |
| - Jon Martin, Pretty Peaches 3 - Buck Adams, Radioactive - Tom Byron, Torrid Without a Cause 2 - Mike Horner, The Whore - Joey Silvera, The Whore | - Diedre Holland, Veil - Tracey Adams, The Whore - Sharon Kane, The Swap - Keisha, Pretty Peaches 3 - Madison, Torrid Without a Cause 2 - Samantha Strong, Images of Desire - Viper, Midnight Fire |
| Millor actor secundari—Vídeo | Millor actriu secundària—Vídeo |
| - Ron Jeremy, Playin’ Dirty - Buck Adams, Confessions of a Chauffeur - Jerry Butler, Steal Breeze - Jamie Gillis, Paris By Night - Mike Horner, Sex Trek 1 - Joey Silvera, Strange Curves - Randy West, New Barbarians II | - Nina Hartley, The Last X-Rated Movie - Lauren Brice, Shadow Dancers I & II - Sabrina Dawn, Beauty and the Beast, Part 2 - Patricia Kennedy, Steal Breeze - Sharon Mitchell, The Last X-Rated Movie - Samantha Strong, Fantasy Nights - Susan Vegas, All the Right Motions |
| Millor Director—Pel·lícula | Millor Director—Rodada en vídeo |
| - Andrew Blake, House of Dreams - Buck Adams, Radioactive - John T. Bone, Images of Desire - Alex de Renzy, Pretty Peaches 3 - Paul Thomas, A Portrait of Christy | - Paul Thomas, Beauty and the Beast 2 - Greg Dark, Between the Cheeks 2 - Rinse Dream, Night Dreams 2 - Scotty Fox, All That Sex - Cecil Howard, The Last X-Rated Movie - John Leslie, Strange Curves - Fred J. Lincoln, Princess of the Night - Henri Pachard, Steal Breeze - Anthony Spinelli, Never Enough - John Stagliano, Shadow Dancers I & II |
| Millor pel·lícula All-Sex | Millor pel·lícula All-Girl |
| - Buttman's Ultimate Workout - Bend Over Babes - Buttman Goes to Rio - Sporting Illustrated - Total Reball - Unauthorized Biography of Rob Blow | - Ghost Lusters - Anal Annie’s All-Girl Escort Service - Cat Lickers - Girls Gone Bad 2: The Breakout - Kittens - Rock Me - Wet ’n Working - Where The Boys Aren’t 3 |
| Millor cinta especial—Big Bust | Millor cinta especial—Bondage |
| - Breast of Britain #8 - Breast of Britain #10 - Breaststroke 3 - Girls of Double D XII - Tit Tales | - House of Dark Dreams I & II - The Challenge - Daddy Gets Punished - Face of Fear - Journey Into Submission - Nancy Crew Meets Dr. Friedenstein - Tantala’s Fat Rack - Warehouse Slaves Discipline |
| La cinta més venuda de 1990 | La cinta més llogada de 1990 |
| - House of Dreams | - Pretty Peaches 3 |
| Millor escena sexual—Pel·lícula | Millor escena sexual en vídeo—Parella |
| - Sabre, Nikki Wilde, Sebastian; Beach sequence, House of Dreams - Debi Diamond, Wayne Summers; The Book - Jeanna Fine, Zara Whites; House of Dreams - Christy Canyon, T. T. Boy, Peter North; A Portrait of Christy - Tracey Adams, Gene Carrera; Pretty Peaches 3 - Peter North, Samantha Strong; Secrets - Ashlyn Gere, Rocco Siffredi; Secrets - Diedre Holland, Jon Dough; Veil | - Victoria Paris, Randy West; Beauty and the Beast 2 - Chantelle, John Stagliano; Bend Over Babes - Debi Diamond, T. T. Boy; Caught From Behind 13 - Eric Edwards, Brandy Alexandre; Making Tracks - Joey Silvera, Sabrina Dawn; Never Enough - Tori Welles, Eric Price; Out For Blood - Victoria Paris, Jerry Butler; Sam’s Fantasy - Sabrina Dawn, Joey Silvera; Swedish Erotica Featurettes IV - Ashlyn Gere, Randy West; Total Reball - Sunny McKay, Randy West; A Touch of Gold |
| Millor escena de sexe en grup de vídeo | Millor escena de sexe de vídeo de noies |
| - Sunny McKay, Alexandria Quinn, Rocco Siffredi; Buttman's Ultimate Workout - Sabrina Dawn, Rachel Ryan, Randy Spears; Beauty and the Beast, Part 2 - Debi Diamond, Blake Palmer, James Lewis, Tom Byron, T. T. Boy; Between the Cheeks 2 - Ashlyn Gere, Selena Steele, Tom Byron; The Last Resort - Debi Diamond, Buck Adams, Sean Michaels, T. T. Boy, 2 more guys; Nasty Girls - Casey Williams, Ashley Dunne, Randy West, Joey Silvera; Sexual Intent - Bridgette Monroe, Randy West, Sabrina Dawn; Trick Tracey | - Victoria Paris, Sabrina Dawn; The New Barbarians - Victoria Paris, Sabrina Dawn; Beauty and the Beast, Part 2 - Tianna, Lois Ayres; Between the Cheeks 2 - Madison, Angela Summers; Cat Lickers - Tianna, Bionca, Victoria Paris; Ghost Lusters - Alice Springs, Barbara Dare; L. A. Stories - Cassandra Dark, Alexandria Quinn; Rock Me - Niki Wilde, Celia Young, Champagne; Wet ’n Working                                                                                      |

### Guanyadors de premis addicionals
Aquests guardons també s'han lliurat a l'acte de lliurament de premis:
- Millor actor—Vídeo Gai: Joey Stefano, More Of A Man[4]
- Millor actor—Pel·lícula de vídeo: Eric Edwards, The Last X-Rated Movie[5]
- Millor cinta amateur: Fantasy Realm
- Millor pel·lícula de temàtica anal: Between The Cheeks 2[3]
- Millor direcció artística: House of Dreams
- Millor vídeo bisexual: The Last Good Bi
- Millor concepte de portada de caixa: Fatliners, Executive Video
- Millor concepte de portada de caixa, Vídeo Gai: Black in Black, Associated Video Group
- Millor fotografia: House of Dreams[5]
- Millor cinta de compilació: Only the Millor 3—Then 'Til Now
- Millor Director—Vídeo Bisexual: Paul Norman, Bi and Beyond IV 1[1][4]
- Millor Director—Vídeo Gai: Taylor Hudson, The Rise
- Millor edició de pel·lícula: House of Dreams
- Millor edició de vídeo: Beauty and the Beast, Part 2[3]
- Millor edició, Vídeo Gai: Michael Zen, He-Devils
- Millor Pel·lícula en vídeo: Beat the Heat
- Millor cinta solo gai: Straight to Bed
- Millor Pel·lícula Vídeo Gai : More Of A Man
- Millor Música: Shadow Dancers I & II[3][4]

- Millor Nouvingut, Vídeo Gai: Jason Ross[4]
- Millor actuació no sexual: Jose Duval, Oh What A Night
- Millor actuació no sexual, Vídeo Gai: Chi Chi LaRue, More Of A Man
- Millor Música Original, Vídeo Gai: Myriam Zadeck, Full Exposure
- Millor campanya de màrqueting general: Vegas series, CDI Home Video
- Millor embalatge—Pel·lícula: Pretty Peaches 3, VCA Pictures
- Millor embalatge, Vídeo Gai: Desert Fox, Vivid Man
- Millor embalatge—Pel·lícula de vídeo: Diedre in Danger, Vivid Video
- Millor Cinta Pro Amateur: More Dirty Debutantes 3
- Millor Guió—Pel·lícula: Mark Haggard, The Masseuse[3][5]
- Millor Guió, Vídeo Gai: Jerry Douglas, More Of A Man
- Millor Guió—Vídeo: Anne Randall, The Last X-Rated Movie
- Millor escena sexual, Vídeo Gai: Ryan Yeager, Scott Bond; The Rise
- Millor estrena Softcore: Sea of Dreams
- Millor cinta especial—Other Genres: Life in the Fat Lane
- Millor actor secundari, Vídeo Gai: Ryan Yeager, Stranded
- Millor interpretació Tease: Chantelle, Bend Over Babes[3]
- Millor Videografia: Beauty and the Beast, Part 2[3][5]
- Millor Videografia, Vídeo Gai: John Trennell, Idol Eyes[4]

### Premis AVN honoraris

#### Premi especial a l'assoliment
- General Video of America[1][4]
- Philip Harvey i Adam & Eve[1][4]
- First Amendment Lawyers Association[1]
- Deep Throat—20è Aniversari[1][4]

#### Saló de la Fama
Els introduïts al Saló de la fama d’AVN el 1991 foren: Barbara Dare, Christy Canyon, Randy West, Tom Byron, Hyapatia Lee, Shanna McCullough, Sharon Kane, Eric Edwards, Jim i Artie Mitchell

### Múltiples nominacions i premis
Les vuit pel·lícules següents van rebre diversos premis:
- 7 - House of Dreams
- 5 - Beauty and the Beast, Part 2
- 4 - More Of A Man
- 3 - The Last X-Rated Movie, The Masseuse, Pretty Peaches 3
- 2 - Buttman’s Ultimate Workout, The Rise

## Informació de la cerimònia
L'actor Tom Byron va presentar l'espectacle per primera vegada. Va tenir diversos copresentadors: Jeanna Fine a la part 1, Nina Hartley i Gloria Leonard per als participants de la part del Saló de la fama, Ashlyn Gere i Chi Chi LaRue per a la següent part i Britt Morgan i Rick Savage per als premis finals.
El programa va ser gravat en vídeo per a una emissió posterior de pagament per visió i un llançament de vídeo VHS per VCA Pictures.

### Revisions crítiques
Inside X-Rated Video va qualificar el programa de premis de "meravellós" i més més tranquil que el Consumer Electronics Show, on moltes empreses d'entreteniment per a adults tenien estands.